# Ansys
 (février 2019).
Ansys, Inc. est un éditeur de logiciel américain spécialisé dans l'ingénierie assistée par ordinateur et la simulation numérique appliquée à la conception de produit. L'entreprise développe, promeut et assure le support de ses logiciels de simulation servant à prédire le comportement d’un produit dans son environnement. Ses produits majeurs sont des logiciels de conception assistée par ordinateur. La société possède de nombreuses filiales à travers le monde, notamment en Europe et en Asie.
Le groupe est coté à la bourse de New York. Son siège est situé à Canonsburg en Pennsylvanie.

## Histoire
En janvier 2024, le spécialiste des logiciels de conception de puces Synopsys, qui représente un tiers du marché, annonce vouloir acquérir Ansys pour 35 milliards de dollars. Les logiciels de simulation et d'analyse des systèmes électroniques et les outils d'intelligence artificielle qu'il acquerrait ainsi lui permettraient de compléter son offre et de « proposer une solution intégrée à ses clients ».

## Produits

### Principaux produits
- ANSYS Structural : ce produit permet d'effectuer des simulations mécaniques en calcul de structures. Ses principales capacités sont l'analyse statique, l'analyse modale, l'analyse harmonique (réponse forcée), l'analyse temporelle et la gestion de situations non linéaires (contacts, plasticité matériaux, grands déplacements ou grandes déformations).
- ANSYS Mechanical : ce produit dispose des mêmes capacités qu'ANSYS structural et y ajoute notamment un solveur en thermique, qui modélise le rayonnement.
- ANSYS CFX et Fluent : ces deux logiciels permettent d'effectuer des simulations en matière de mécanique des fluides. Ils portent le nom des compagnies qui les ont développés, rachetées par ANSYS.Inc respectivement en février 2003 et en février 2006[5]. Fluent est un solveur : il ne comporte pas de mailleur (le maillage doit être réalisé avec un logiciel de maillage, Gambit par exemple, qui est également édité par ANSYS). Fluent est un solveur très utilisé dans l'industrie et la R&D à travers le monde. Il est souvent considéré comme une référence dans le domaine de la modélisation fluide. Le paramétrage du modèle se fait par une interface graphique. Il dispose en outre d'une interface de scripts pour automatiser les processus de calcul. L'un des intérêts de ce logiciel de simulation généraliste est qu'il dispose d'un nombre relativement important de modèles, pouvant faire face à divers aspects de la mécanique des fluides : écoulements diphasiques (miscible, non miscible, cavitation, solidification), turbulence (LES, KE, Kw, SA, Reynolds stress…), combustion (pré-mélangé et non pré-mélangé), transport de particules, écoulements en milieux poreux, maillages mobiles et dynamiques avec reconstruction du maillage, entre autres. Les schémas numériques temporels et spatiaux peuvent être modifiés pour améliorer la convergence. Fluent est parallélisé et permet de tirer parti de systèmes multiprocesseurs aussi bien au sein d’une seule machine qu’en réseau (cluster, dualcore, plateforme multi-CPU).
  - Gambit : Un logiciel de maillage édité par la société ANSYS depuis 2006 (l'éditeur historique du logiciel était la société Fluent). Ce mailleur permet de créer géométries et maillages avec un grand degré de liberté et une grande précision. Le domaine géométrique peut aussi être importé depuis un fichier de conception assistée par ordinateur (CAO). Il assure également le maillage automatique de surfaces et de volumes en parallèle de l'introduction de conditions aux limites. Gambit est souvent considéré comme un mailleur de référence par les modélisateurs utilisant Fluent.
- ANSYS AUTODYN et ANSYS LS-DYNA : ces logiciels possèdent des solveurs utilisant les formulations explicites des équations à résoudre, contrairement aux produits précédemment cités. Leur domaine d'application est réservé aux modélisations mettant en jeu des situations mécaniques aux très larges déformations.
- ANSYS Electromagnetics et Ansoft : ce produit permet de résoudre des modélisations mettant en jeu des phénomènes électromagnétiques.
- ANSYS Multiphysics : ce produit rassemble l'ensemble des capacités d'ANSYS en matière de simulation numérique implicite.

### Environnements logiciels
Deux environnements logiciels permettent de mettre en œuvre le code ANSYS :
- ANSYS classic : première solution logicielle développée par le constructeur, elle est destinée à la construction de modèles en éléments finis à la géométrie simple, facilement constructible à l'aide d'opérations basiques. À partir de cet environnement, l'utilisateur construit directement un modèle en éléments finis en utilisant le langage de script APDL (ANSYS Parametric Design Language). ANSYS classic est donc destiné à des utilisateurs compétents dans le domaine de la simulation numérique ;
- ANSYS Workbench : cette plate-forme propose une approche différente dans la construction d'un modèle en réutilisant le code ANSYS initial. Elle est particulièrement adaptée au traitement de cas à la géométrie complexe (nombreux corps de pièces) et aux utilisateurs non confirmés dans le domaine du calcul. Dans cet environnement, l'utilisateur travaille essentiellement sur une géométrie et non plus sur le modèle lui-même. La plate-forme est donc chargée de convertir les requêtes entrées par l'utilisateur en code ANSYS avant de lancer la résolution. Le modèle en éléments finis généré reste néanmoins manipulable en insérant des commandes propres au code ANSYS.

## Activité

### Sites aux États-Unis
Le siège de la société se trouve a Canonsburg ; elle est également installée dans les villes américaines suivantes : Ann Arbor, Austin, Beaverton, Berkeley, Bloomington, Boulder, Brookfield, Burlington, Evanston, Houston, Irvine, Lebanon, Orlando, Pittsburgh, Providence et San Jose.

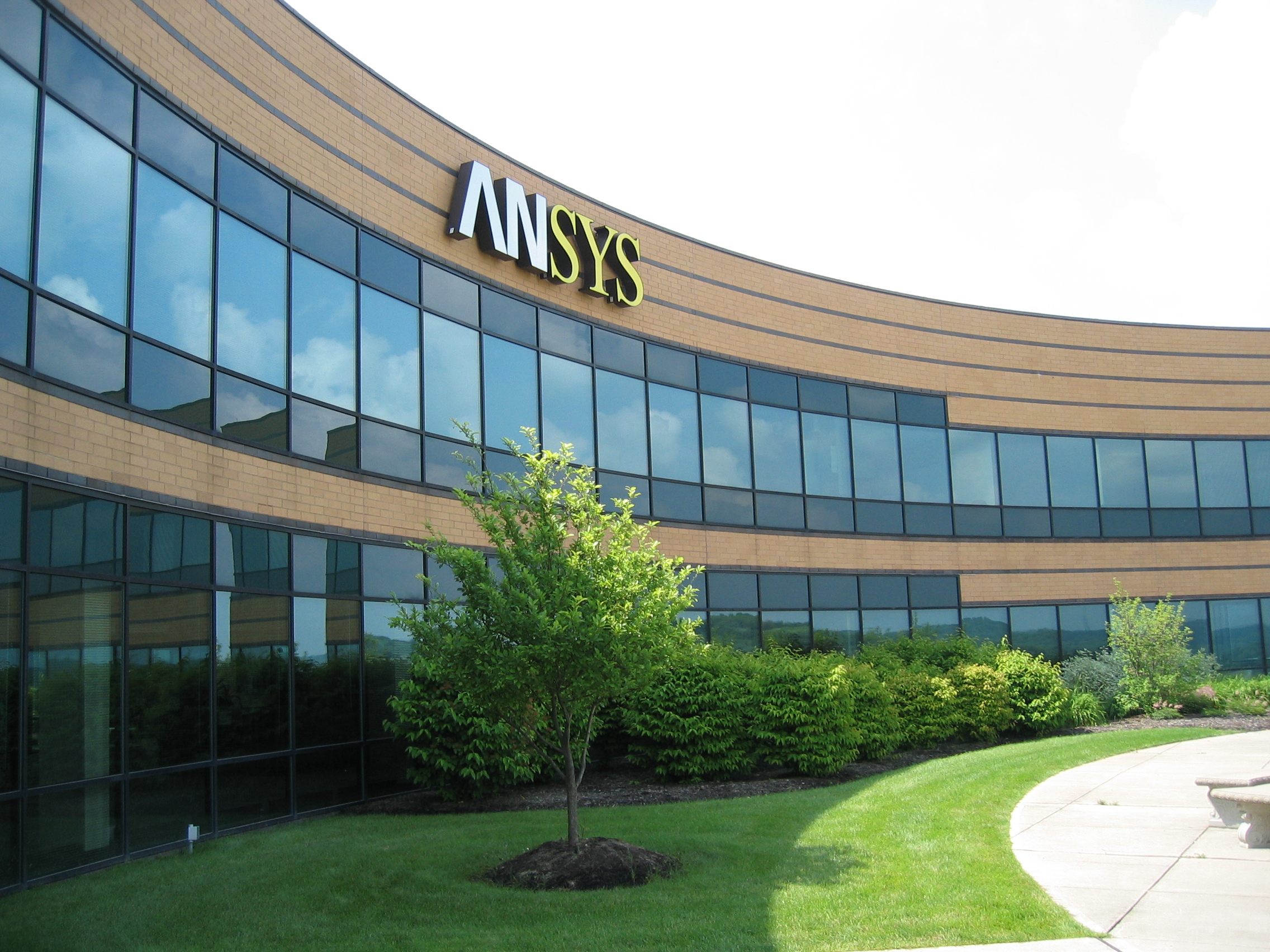
Canonsburg (siège).
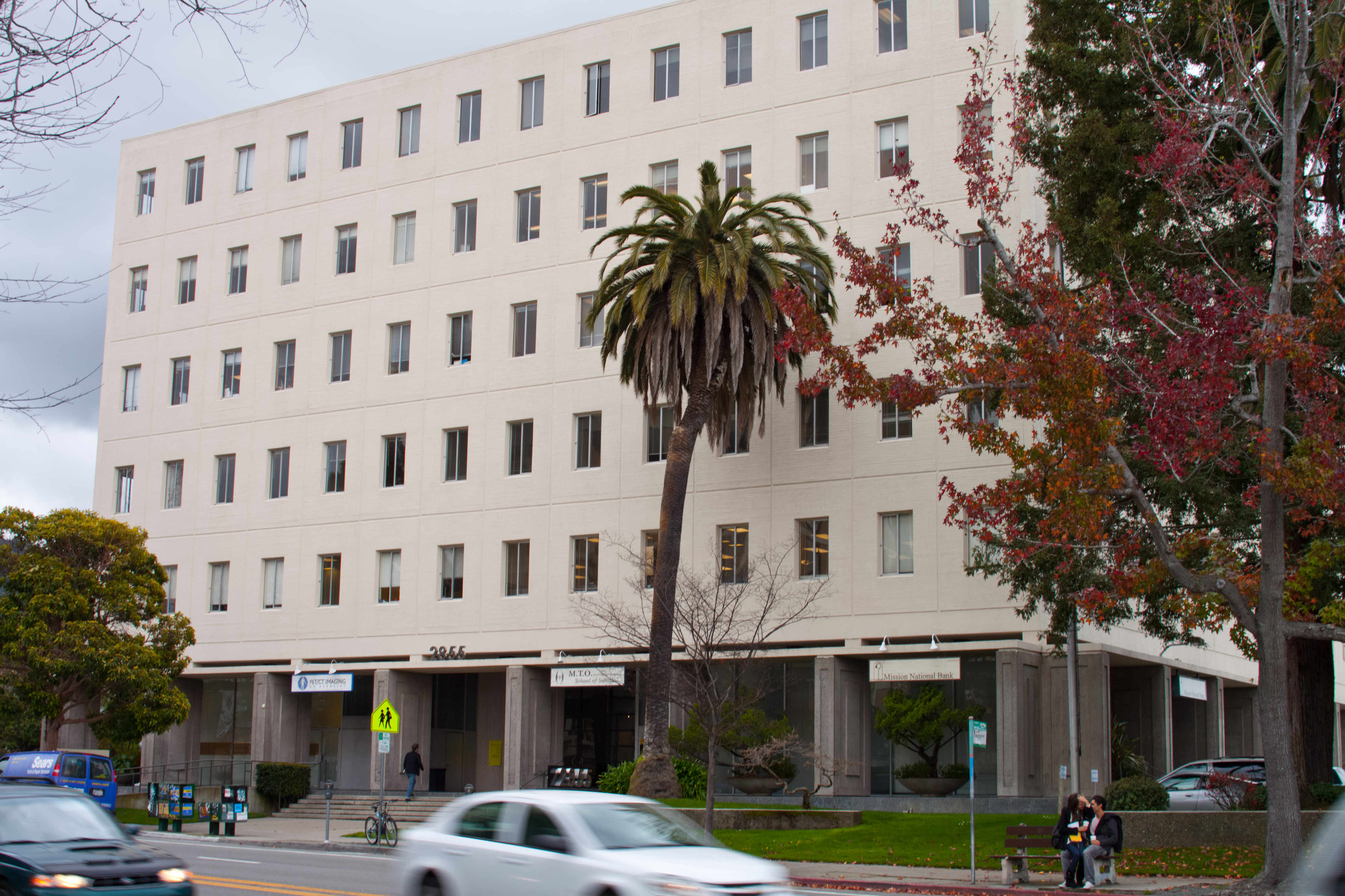
Berkeley (ex ICEM CFD Engineering).

### Filiales
ANSYS possède des filiales dans le monde entier, au Canada, en Asie (Chine, Corée du Sud, Inde, Japon, Singapour et Taïwan) et en Europe, notamment en France où la société ANSYS France SAS est localisée sur quatre sites, Montigny-le-Bretonneux, Villeurbanne (centre de développement, anciennement CADOE SA), Labège et Toulon (depuis le rachat d'Optis en 2018). En 2023, ANSYS étend sa présence à Kigali (Rwanda), en partenariat avec l'université de Carnegie Mellon.

### Parts de marché
Ansys.Inc détiendrait, en Europe, en 2007, la plus grande de part de marché dans le domaine de la distribution de logiciels de simulation et de calcul[réf. nécessaire].

### Concurrence
On peut citer les principaux concurrents suivants :
- ABAQUS, distribué par Dassault Systèmes ;
- les produits distribués par la société MSC Software, dont en particulier Nastran et Patran ;
- les produits distribués par la société ESI Group ;
- les produits de Siemens, Altair, Mathworks et MSC pour l'aéronautique.

Les logiciels suivants sont équivalents à ANSYS CFX et Fluent :
- code_saturne (licence GPL) ;
- OpenFOAM (GPL) ;
- Star-CCM+ (en) (propriétaire).

### Actionnaires
Liste des principaux actionnaires au 20 mars 2022 :
| Actionnaire                                 | Part   |
| ------------------------------------------- | ------ |
| The Vanguard Group                          | 10,4 % |
| Stadium Capital Management                  | 5,54 % |
| Aristotle Capital Management                | 5,19 % |
| SSgA Funds Management                       | 4,03 % |
| Massachusetts Financial Services (en) (MFS) | 2,80 % |
| Fidelity Management & Research              | 2,55 % |
| BAMCO                                       | 2,33 % |
| MFS International (UK)                      | 2,31 % |
| BlackRock Fund Advisors                     | 2,11 % |
| Geode Capital Management                    | 1,87 % |